# ليكس شرابنل
ليكس شرابنل (بالإنجليزية: Lex Shrapnel)‏ هو ممثل بريطاني، ولد في 6 أكتوبر 1979 بلندن في المملكة المتحدة.

## أعمال

### أفلام
- (2002) كا-19 صانعة الأرامل[5]
- (2011) المنتقم الأول

## وصلات خارجية
- ليكس شرابنل على موقع IMDb (الإنجليزية)
- ليكس شرابنل على موقع قاعدة بيانات الفيلم (الإنجليزية)